# Rio Călineasa (Beliş)
O Rio Călineasa é um rio da Romênia, afluente do Rio Beliş, localizado no distrito de Cluj.